# La estrella del Variedades
La estrella del Variedades (Lady of Burlesque) es una película estadounidense dirigida por William A. Wellman en 1943. Está protagonizada por Barbara Stanwyck y Michael O'Shea. Adaptación de la novela de Gypsy Rose Lee The G-String Murders, la trama de la película mezcla la comedia romántica, el musical de escenario y la intriga propia de una película detectivesca.

## Sinopsis
La estrella Dixie Daisy entusiasma al público de la sala de cabaret que regenta el empresario S. B. Foss, a la vez que despierta la enemistad y el odio de Lolita Laverne, una engreída especialista de las variedades. La tensa situación entre ellas se complica tras el inesperado regreso de otra artista, sobrada de ínfulas. Pero lo que verdaderamente hace estremecer los cimientos del cabaret es un doble asesinato cometido por alguien que trabaja en el propio cabaret. En la investigación llevada a cabo por la policía, todos resultan sospechosos.

## Fotos

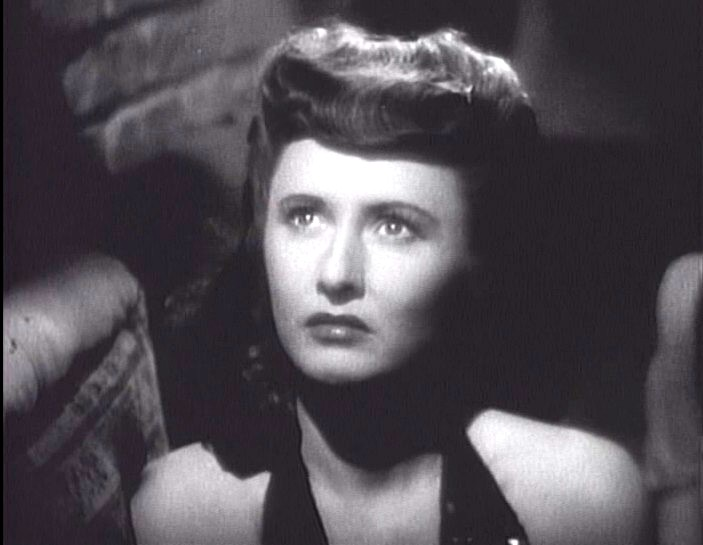
Barbara Stanwyck
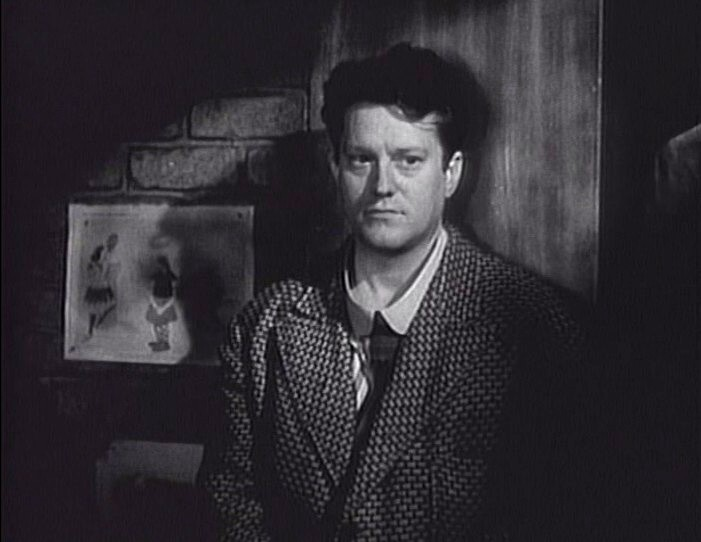
Michael O'Shea
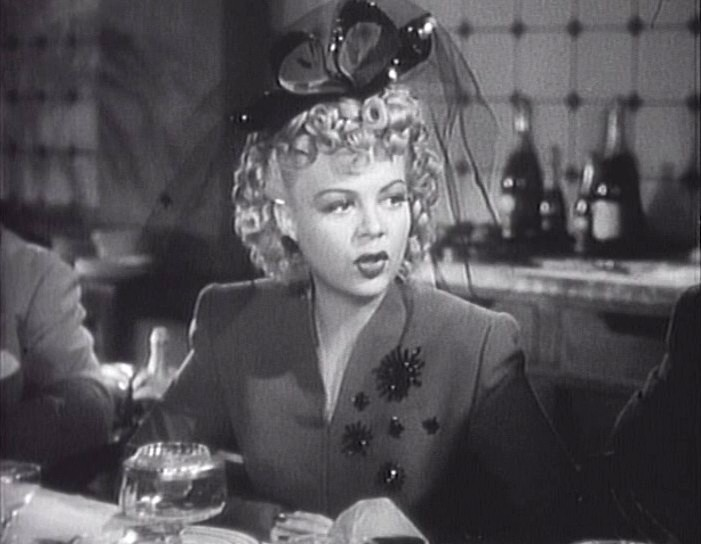
Iris Adrian
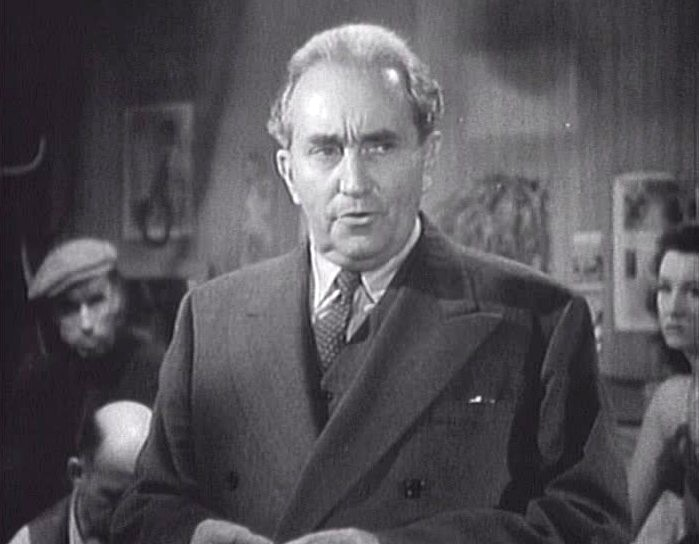
Charles Dingle
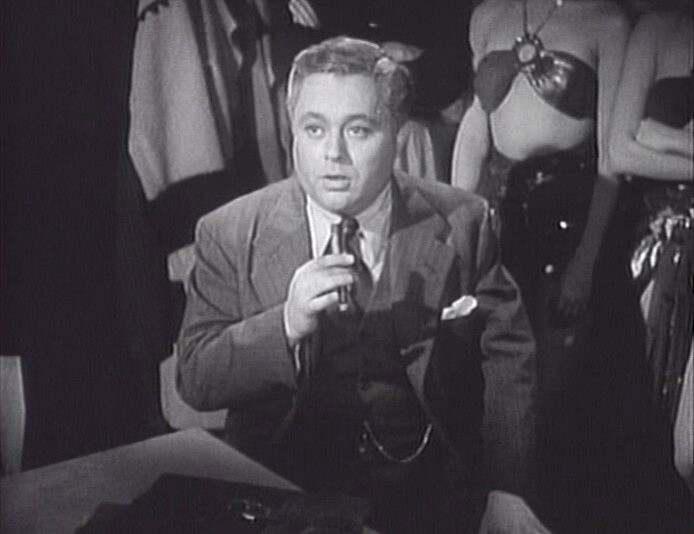
J. Edward Bromberg
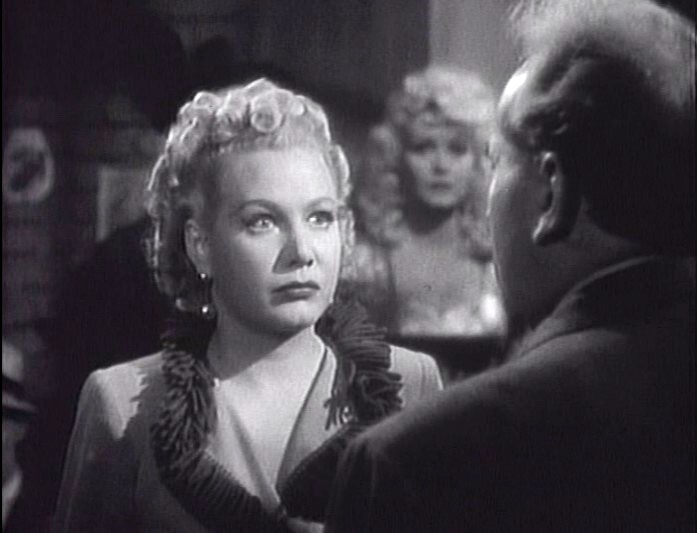
Gloria Dickson
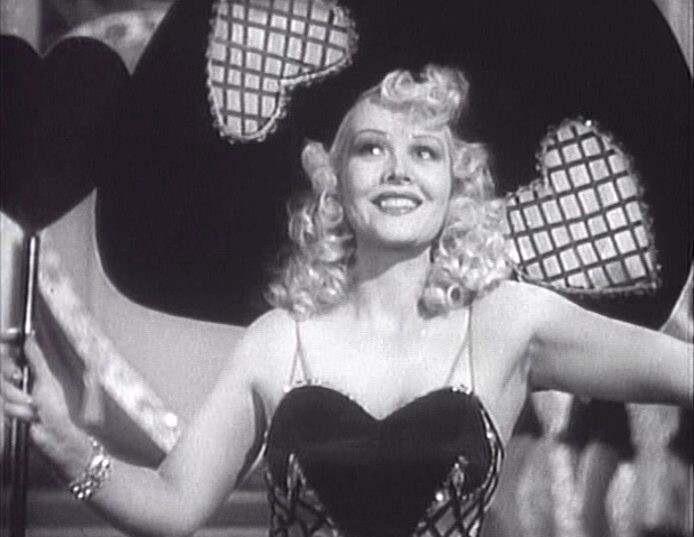
Marion Martin
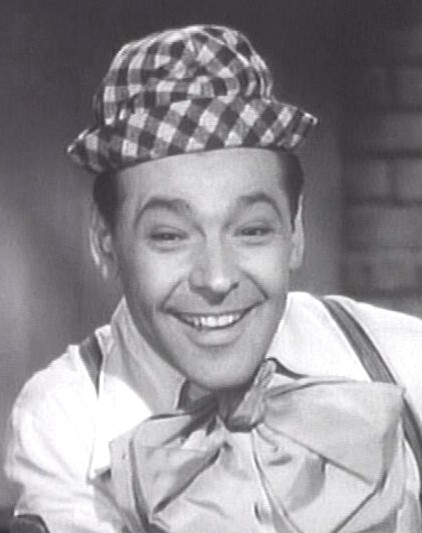
Pinky Lee
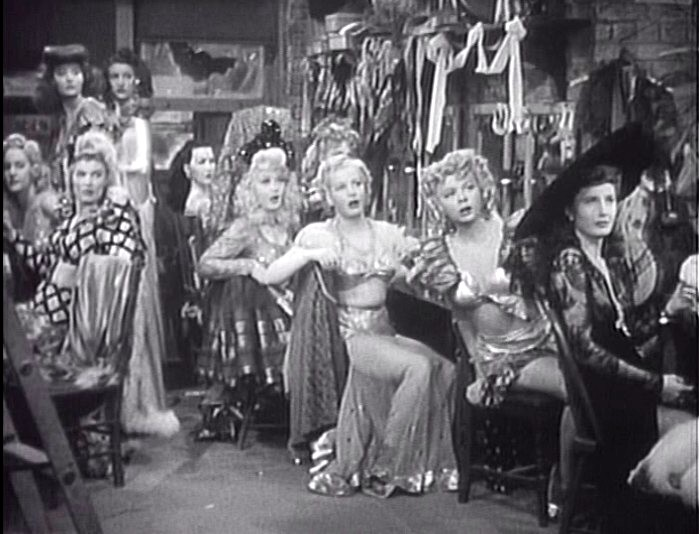